# Concurso Internacional de Piano de Ibiza
El Concurso Internacional de Piano de Ibiza es una de las competiciones pianísticas europeas más populares. Fue creado en 1987 por Jaume Ferrer Marí, Presidente del Centro Cultural de San Carlos, una organización cultural sin ánimo de lucro situada en San Carlos de Peralta, Santa Eulalia del Río, Ibiza, España. El Concurso Internacional de piano de Ibiza tiene lugar a principios de septiembre en el Centro Cultural de San Carlos y va precedido del Festival Internacional de Música de Ibiza. Tiene carácter bianual. Actualmente se está preparando la XXV edición que tendrá lugar en 2023. Desde 1999, Su Alteza Real la Princesa Irene de Grecia es su Presidenta de Honor.

## Historia
Desde 1987, el Concurso Internacional de Piano de Ibiza es uno de los más prestigiosos concursos pianísticos europeos. Su principal objetivo es descubrir nuevos talentos entre pianistas y jóvenes pianistas (sin limitación de nacionalidad o residencia) y apoyar sus carreras. Hay dos categorías diferentes: Jóvenes Pianistas (menores de 16 años) y Pianistas (menores de 30 años). La competición se desarrolla a lo largo de una semana en una única ronda. Los premios se hacen públicos en una ceremonia de clausura que cuenta con un concierto de ganadores. Los vencedores de ambas categorías son invitados a interpretar un recital en el siguiente Festival de Música de Ibiza y a ser miembros del jurado de la próxima edición. El concurso está patrocinado por entidades públicas y mecenas privados.

## Jurado
Músicos de gran prestigio de todo el mundo son invitados habitualmente a formar parte del jurado. Anteriores miembros del jurado han sido: Julian von Károlyi (Hungría), George Hadjinikos (Grecia), Peter Donohoe (Reino Unido), Joaquín Soriano (España), Aquiles Delle Vigne (Bélgica), Antonio Baciero (España), Ilan Rogoff (Israel), Perfecto García Chornet (España), Lukas David (Austria), Mary Wu (China), Erling Dahl (Noruega), Tomislav Nedelkovic-Baynov (Bulgaria), Tatiana Franova (Eslovaquia), Thomas Hecht (Estados Unidos), Agustín González Acilu (España),  María Ángeles Ferrer Forés (España), Maximino Zumalave (España), Sira Hernández (España), Suzanne Bradbury (Estados Unidos)...

## Lista de Ganadores
XXV Concurso (2023) Pianista: Alexandre Lutz García (Francia-España). Joven Pianista: Carla Román Vázquez (España).
XXIV Concurso (2021) Pianista: Hehuan Yu (China). Joven Pianista: Máximo Klyetsun (Portugal).
XXIII Concurso (2019) Pianista: Aisylu Saliakhova (Rusia). Joven Pianista: Arthur Samuel Coatalen (Francia-Hungría).
XXII Concurso (2017)
Pianista: Shih-Hsien Yeh (Taiwán). Joven Pianista: Miguel Iglesias Lista (España).
XXI Concurso (2015)
Pianista: Christina Hyun Ah Choi (Corea del Sur). Joven Pianista: Noel Redolar (España).
XX Concurso (2013)
Pianista: Sasha Grynyuk(Ucrania). Joven Pianista: Matias Novak (República Checa).
XIX Concurso (2010)
Pianista: Renata Benvegnù (Italia). Joven Pianista: Alexander Voronstov (Rusia).
XVIII Concurso (2008)
Pianista: Fan-Chiang Yi (Taiwán). Joven Pianista: Francisco Miguel Freire dos Reis (Portugal).
XVII Concurso (2005)
Pianista: Giovanni Doria-Miglietta (Italia). Joven Pianista: Abigail Sin (Singapur).
XVI Concurso (2003)
Pianista: Alexandre Pirojenko (Rusia). Joven Pianista: Artiom Akopyan (Rusia).
XV Concurso (2001)
Pianista: Daria Tschaikovskaya (Rusia). Joven Pianista: Konstadinos Valianatos (Grecia).
XIV Concurso (2000)
Pianista: Eugeni Ganev (Bulgaria). Joven Pianista: Diana Brekalo (Alemania).
XIII Concurso (1999)
Pianista: Sofya Melikyan (Armenia). Joven Pianista: Alisa Mbá Ebebele (Ucrania).
XII Concurso (1998)
Pianista: Vadim Gladkov (Ucrania). Joven Pianista: Desierto. Niños Pianistas menores de 14 años: Gabrielle Delle Vigne (Bélgica). Niños Pianistas menores de 10 años: Beatriz Blanco Barriga (España).
XI Concurso (1997)
Pianista: Liubomir Daskalov (Bulgaria). Joven Pianista: Alexandra Golubitskaya (Rusia). Niños Pianistas menores de 14 años: Pavel Chatski (Rusia). Niños Pianistas menores de 10 años: María Moratinos Martín (España).
X Concurso (1996)
Pianista: Sung Hee Kim-Wüst (Corea del Sur). Joven Pianista: Desierto. Niños Pianistas menores de 14 años: Desierto. Niños Pianistas menores de 10 años: María José Perete Marco (España).
IX Concurso (1995)
Pianista: Vincent D. Ghadimi (Bélgica). Joven Pianista: Mario Bernardo Fernández (España). Niños Pianistas menores de 14 años: Jordi Nogués Escribà (España). Niños Pianistas menores de 10 años: Pedro Guasch Ribas (España).
VIII Concurso (1994)
Pianista: Isabel Clara Soler Bordería (España). Joven Pianista: Desierto. Niños Pianistas menores de 14: María del Hoyo Pérez de Rada (España). Niños Pianistas menores de 10: Verónica Perete Marco (España).
VII Concurso (1993)
Pianista: Sergio Sapena Martínez (España). Joven Pianista: Jesús Polonio Reberiego (España). Niños Pianistas menores de 14 años: Desierto. Niños Pianistas menores de 10 años: Antonio Martínez Sykora (España).
VI Concurso (1992)
Pianista: Miguel Lecueder Canabarro (Uruguay), Ricardo Descalzo (España). Joven Pianista: Kiev Portella Archivado el 5 de diciembre de 2021 en Wayback Machine. (España). Niños Pianistas menores de 14 años: Alba Felipe Konecna (España). Niños Pianistas menores de 10 años: Cristina Portolés Gordillo (España).
V Concurso (1991)
Pianista: Albert Díaz Rosselló (España). Joven Pianista: Esteban Ruiz Fenollera (España). Niños Pianistas menores de 15 años: Eugenio Fernández Fernández (España). Niños Pianistas menores de 13 años: Hannah Hüglin (Alemania). Niños Pianistas menores de 10 años: Claudio Torres del Moral (España).
IV Concurso (1990)
Pianista: Marina Palmer Wulff (Alemania). Joven Pianista: Paula Coronas Valle (España). Niños Pianistas menores de 15 años: Desierto. Niños Pianistas menores de 13 años: Cecilia Ribas Galumbo (España). Niños Pianistas menores de 10 años: Gema Torres del Moral (España).
III Concurso (1989)
Pianista: Desierto. Joven Pianista: María Victoria Cortés Pomacondor (España). Niños Pianistas menores de 15 años: David Gracia Gil (España). Niños Pianistas menores de 13 años: Desierto. Niños Pianistas menores de 10 años: David Müller Thyssen (España).
II Concurso (1988)
Pianista: Julia Supinova (República Checa). Joven Pianista: Paula Coronas Valle (España). Niños Pianistas menores de 15 años: María Belén Martín Piles (España). Niños Pianistas menores de 13 años: Eliseo Perales Belda (España). Niños Pianistas menores de 10 años: Carlos Moret Marín (España).
I Concurso (1987)
Pianista: María Ángeles Ferrer Forés (España). Joven Pianista: Elvira Ramón Riera (España). Niños Pianistas menores de 13 años: Natasha Grout (Reino Unido). Niños Pianistas menores de 10 años: Kosima Jung (Alemania).

## Premios y reconocimientos
2019. Premio a la Experiencia Turística al Festival Internacional de Música de Ibiza y al Concurso Internacional de Piano de Ibiza otorgado por el Gobierno de las Islas Baleares. 
2017. Premio al Mérito Ciudadano de la Isla de Ibiza al Centro Cultural de San Carlos, otorgado por el Consejo de Ibiza.
2016. Premio Ramon Llull a Jaime Ferrer Marí, otorgado por el Gobierno de las Islas Baleares.
2013. Placa al Centro Cultural de San Carlos por la organización de veinte ediciones, otorgado por el ayuntamiento de Santa Eulalia del Río.
2013. Premio Xarc en reconocimiento a la labor de promoción y difusión de la música y la cultura alrededor del mundo, otorgado por el Ayuntamiento de Santa Eulalia del Río.
2010. Placa de reconocimiento, otorgado por el Ayuntamiento de Santa Eulalia del Río.
2008. Placa de reconocimiento, otorgado por el Ayuntamiento de Santa Eulalia del Río.
1997. Premio Importante de Diario de Ibiza a Jaime Ferrer Marí, otorgado por Diario de Ibiza. 